# خانه فریور طالبان
منزل فریور طالبان مربوط به دوره قاجار است و در شیراز، خیابان لطفعلی خان زند واقع شده و این اثر در تاریخ ۲ آبان ۱۳۵۶ با شمارهٔ ثبت ۱۵۵۵ به‌عنوان یکی از آثار ملی ایران به ثبت رسیده است.